# Tofta naturreservat

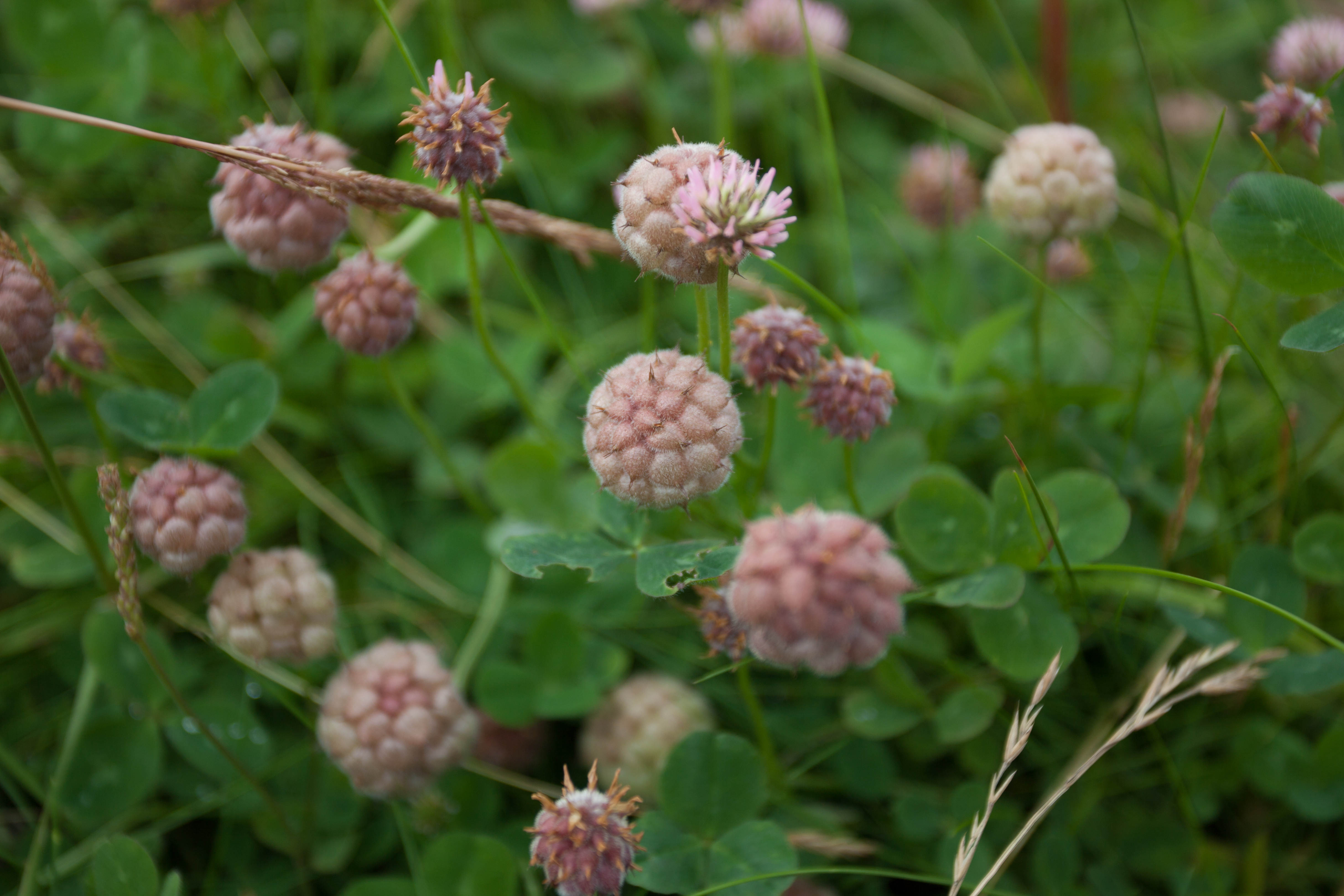
Smultronklöver

Tofta är ett naturreservat i Lycke socken i Kungälvs kommun i Bohuslän.
Området ligger sydöst om Marstrand och är 635 hektar stort. Det avsattes 1980 och består av ett kustlandskap och omfattar de västra delarna av Tofta-halvön längs Kråkerö sund samt närliggande vattenområde.
Naturreservatet kännetecknas av trädlösa hed- och betesmarker. Där kan man finna ängsnycklar, granspira och ormtunga. På strandängar växer smultronklöver. På de ljung- och lavhedsklädda hällmarkerna kan man finna fetknopp och trift. 
Myggstaviken är känt för sitt rika fågelliv och i Tofta kile häckar simänder och andra fåglar. Där kan man få se törnsångare, rödbena, större strandpipare, mindre strandpipare och hornuggla. Vintertid kan enstaka rovfåglar som fjällvråk och havsörn rasta eller övervintra i området. 
Inom Tofta kustlandskap finns lämningar från bronsåldern. Dessa ligger på en bergrygg som skjuter ut mellan Kråkerösund och Myggstaviken. Strax öster om reservatet ligger det kulturhistoriskt intressanta Tofta herrgård med huvudbyggnad från 1782.
Naturreservatet förvaltas av Västkuststiftelsen.